# Championnat de Belgique de rugby à XV 2007-2008
Navigation
Championnat 2006-2007 Championnat 2008-2009
Le Championnat de Belgique de rugby à XV 2007-2008 oppose les huit meilleures équipes belges de rugby à XV. La compétition débute le 23 septembre 2007 et se termine par une finale le 17 mai 2008 au stade du petit Heysel.
Le Rugby Club de Boitsfort remporte le championnat en battant l'ASUB Waterloo en finale des playoffs sur le score de 27 à 7. C'est le huitième titre consécutif de Boitsfort et le quinzième de son histoire.

## Liste des équipes en compétition
| Berneau Anderlecht Boitsfort Waterloo Ottignies Soignies Frameries Dendermonde |

La compétition oppose pour la saison 2007-2008 les huit meilleures équipes belges de rugby à XV :
| - ASUB Rugby Waterloo - Boitsfort Rugby Club - Dendermondse Rugby Club - RC Frameries | - RC Soignies - Rugby Coq Mosan - Rugby Ottignies Club - RSC Anderlecht-Rugby |

## Résumé des résultats

### Classement de la phase régulière
| no | Club               | J  | V  | N | D  | F | PM  | PE  | Diff | Pts |
| -- | ------------------ | -- | -- | - | -- | - | --- | --- | ---- | --- |
| 1  | Boitsfort RC (T)   | 14 | 12 | 0 | 2  | 0 | 267 | 118 | +149 | 38  |
| 2  | Ottignies          | 14 | 11 | 0 | 3  | 0 | 338 | 135 | +203 | 36  |
| 3  | ASUB Waterloo      | 14 | 8  | 1 | 5  | 0 | 226 | 128 | +98  | 31  |
| 4  | RC Soignies        | 14 | 8  | 1 | 5  | 0 | 222 | 128 | +94  | 31  |
| 5  | Dendermondse RC    | 14 | 8  | 0 | 6  | 0 | 249 | 226 | +23  | 30  |
| 6  | RC Frameries (P)   | 14 | 5  | 0 | 9  | 0 | 156 | 207 | -51  | 24  |
| 7  | Coq Mosan          | 14 | 2  | 0 | 12 | 0 | 93  | 284 | -191 | 18  |
| 8  | RSC Anderlecht (P) | 14 | 1  | 0 | 13 | 0 | 44  | 369 | -325 | 15  |

|  | Qualifiés pour la phase finale (no 1, no 2, no 3, no 4). |
|  | Relégué en Division 2 pour la saison 2008-2009 (no 8).   |
|  | T : tenant du titre 2007 • P : promu 2007                |

Attribution des points : victoire : 3, match nul : 2, défaite : 1, forfait : 0.
Règles de classement : ?

### Phase finale
|  | Demi-finales      | Demi-finales  |              |    | Finale                                          | Finale                                          |
|  | Demi-finales      | Demi-finales  |              |    | Finale                                          | Finale                                          |
|  |                   |               |              |    |                                                 |                                                 |
|  | 27 avril 2008     | 27 avril 2008 |              |    | 17 mai 2008 au stade du petit Heysel, Bruxelles | 17 mai 2008 au stade du petit Heysel, Bruxelles |
|  | 27 avril 2008     | 27 avril 2008 |              |    | 17 mai 2008 au stade du petit Heysel, Bruxelles | 17 mai 2008 au stade du petit Heysel, Bruxelles |
|  | [1] Boitsfort RC  | 41            |              |    | 17 mai 2008 au stade du petit Heysel, Bruxelles | 17 mai 2008 au stade du petit Heysel, Bruxelles |
|  | [1] Boitsfort RC  | 41            |              |    | 17 mai 2008 au stade du petit Heysel, Bruxelles | 17 mai 2008 au stade du petit Heysel, Bruxelles |
|  | [4] RC Soignies   | 3             |              |    | 17 mai 2008 au stade du petit Heysel, Bruxelles | 17 mai 2008 au stade du petit Heysel, Bruxelles |
|  | [4] RC Soignies   | 3             | Boitsfort RC | 27 |                                                 |                                                 |
|  | 27 avril 2008     |               | Boitsfort RC | 27 |                                                 |                                                 |
|  |                   | ASUB Waterloo | 7            |    |                                                 |                                                 |
|  | [2] Ottignies     | ASUB Waterloo | 7            | 7  |                                                 |                                                 |
|  | [2] Ottignies     |               |              | 7  |                                                 |                                                 |
|  | [3] ASUB Waterloo | 15            |              |    |                                                 |                                                 |
|  | [3] ASUB Waterloo | 15            |              |    |                                                 |                                                 |

## Résultats détaillés

### Phase régulière

#### Tableau synthétique des résultats
L'équipe qui reçoit est indiquée dans la colonne de gauche.
| Clubs           | ASU   | BRC  | DRC   | RCF   | RCS   | COQ  | ROC  | RSC   |
| --------------- | ----- | ---- | ----- | ----- | ----- | ---- | ---- | ----- |
| ASUB Waterloo   |       | 3-5  | 25-29 | -     | -     | 40-3 | -    | -     |
| Boitsfort RC    | -     |      | 17-6  | -     | -     | 36-6 | -    | 23-11 |
| Dendermondse RC | 8-40  | -    |       | -     | -     | -    | 9-36 | -     |
| RC Frameries    | 6-8   | 7-31 | 15-23 |       | -     | 10-9 | -    | 22-8  |
| RC Soignies     | 3-3   | 3-8  | -     | 13-8  |       | -    | -    | -     |
| Coq Mosan       | -     | -    | 9-19  | -     | 8-34  |      | 3-17 | 3-0   |
| Ottignies       | 10-16 | 34-7 | -     | 32-18 | 15-0  | -    |      | 40-0  |
| RSCA-Rugby      | 3-46  | -    | 0-25  | -     | 10-29 | -    | -    |       |

|  | Victoire à domicile |  | Match nul |  | Défaite à domicile |

#### Détail des résultats
Les points marqués par chaque équipe sont inscrits dans les colonnes centrales.

### Phase finale

#### Demi-finales
| 27 avril 2008 | Boitsfort RC | 41 — 3 | RC Soignies |  |
| 27 avril 2008 |              |        |             |  |
| 27 avril 2008 |              |        |             |  |

| 27 avril 2008 | ROC | 7 — 15 | ASUB Waterloo |  |
| 27 avril 2008 |     |        |               |  |
| 27 avril 2008 |     |        |               |  |

#### Finale
| 17 mai 2008 | Boitsfort RC | 27 — 7 (8 — 7) | ASUB Waterloo | stade du petit Heysel, Bruxelles |
| 17 mai 2008 |              |                |               | stade du petit Heysel, Bruxelles |
| 17 mai 2008 |              |                |               | stade du petit Heysel, Bruxelles |